# Colinus nigrogularis
Colinus nigrogularis е вид птица от семейство Odontophoridae.

## Разпространение
Видът е разпространен в Белиз, Гватемала, Мексико, Никарагуа и Хондурас.